# خبز زيتون
خبز الزيتون هو نوع من الخبز المضاف إليه شرائح الزيتون، يشتهر في إيطاليا.

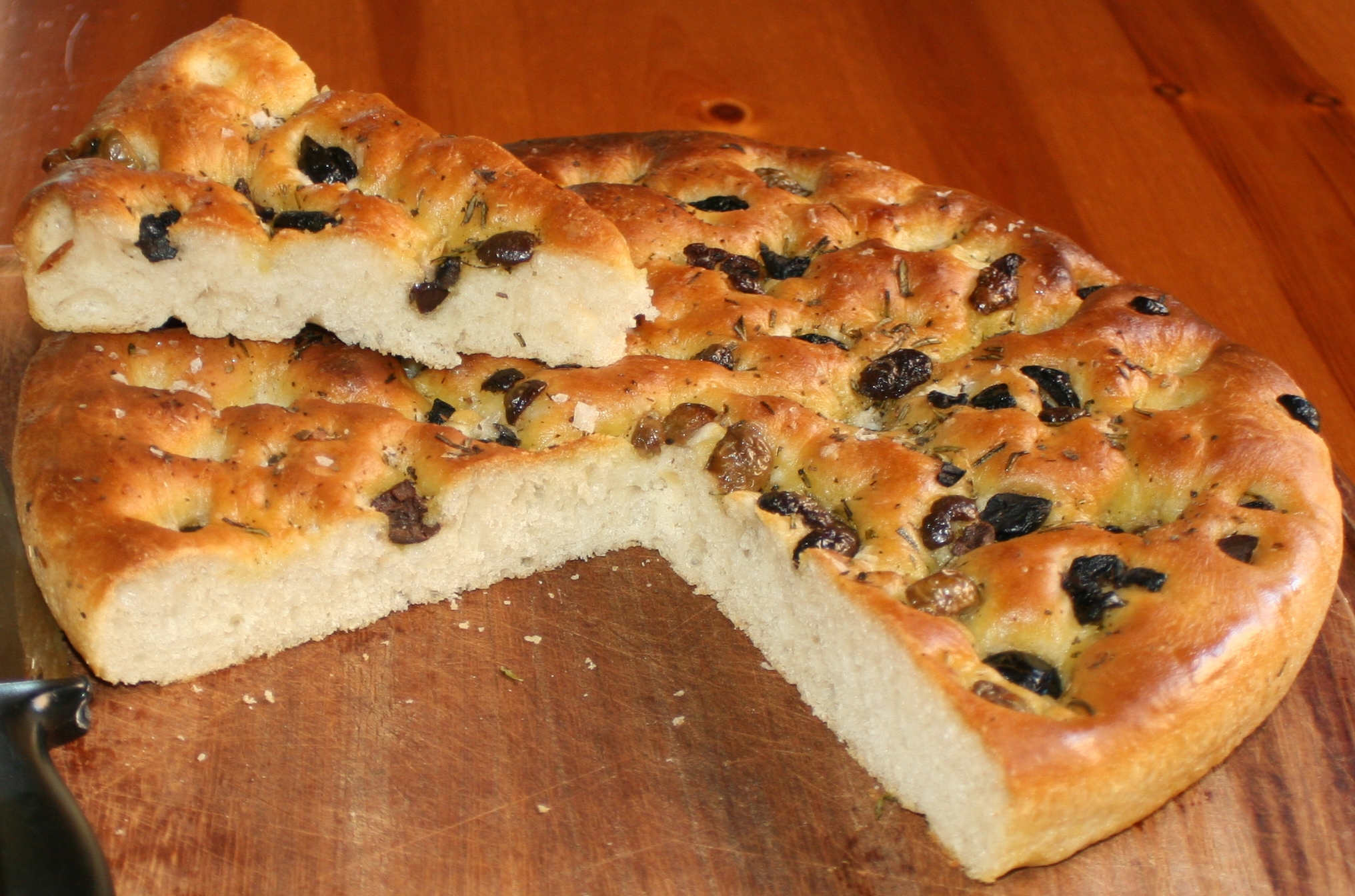
خبز زيتون

تنتج المخابز الإيطالية في نيويورك منذ القدم بتحضير خبز الزيتون في المطاعم.

## التحضير
يحضر باستخدام الزيتون الأسود المملح، والزيتون الأخضر على الطريقة الإسبانية.
تحضير الأصناف الإيطالية عادةً باستخدام الدقيق ووالزبدة والبيض كأساس للخبز.